# Enquête de la Cour pénale internationale en Ukraine
L'enquête de la Cour pénale internationale en Ukraine ou la situation en Ukraine est une enquête en cours de la Cour pénale internationale (CPI) sur des crimes de guerre et des crimes contre l'humanité qui auraient pu se produire depuis le 21 novembre 2013, pendant la révolution de la Dignité et la guerre russo-ukrainienne, notamment l'annexion de la Crimée par la Russie en 2014, la guerre du Donbass et l'invasion russe de l'Ukraine en 2022. L'enquête complète a obtenu compétence le 2 mars 2022.

## Examen préliminaire
Depuis février 2022, l'Ukraine n'est pas un État partie au Statut de Rome de la Cour pénale internationale. En 2014 et 2015, le gouvernement ukrainien demanda officiellement à la CPI d'enquêter sur les crimes de guerre et les crimes contre l'humanité russes qui auraient pu se produire en Ukraine lors des manifestations et des troubles civils de l'Euromaïdan en 2014, pendant l'annexion de la Crimée en 2014 par la fédération de Russie et pendant la guerre du Donbass. La première déclaration concerne les dates du 21 novembre 2013 au 22 février 2014, couvrant l'ensemble du territoire ukrainien. La deuxième déclaration demande une enquête prolongée à partir du 20 février avec une date indéterminée, toujours pour l'ensemble du territoire ukrainien.
Le 25 avril 2014, la Cour pénale internationale (CPI) entame un examen préliminaire des crimes contre l'humanité qui auraient pu se produire en Ukraine lors des manifestations et des troubles civils pendant l'Euromaïdan en 2014, pendant l'annexion de la Crimée en 2014 par la fédération de Russie et pendant la guerre du Donbass. Le 11 décembre 2020, le Procureur de la CPI conclut : « il y a une base raisonnable de croire que des crimes de guerre et des crimes contre l'humanité ont été commis », que les « crimes présumés identifiés seraient [en décembre 2020] recevables », et qu'il y a « une base raisonnable d'enquête, sous réserve d'une autorisation judiciaire »,[pas clair].

## Renvois, juridiction et autorisation
Le 25 février 2022 au lendemain du début de l'invasion russe, d'après le procureur de la CPI, Karim Khan, la Cour peut « exercer sa compétence et enquêter sur tout acte de génocide, crime contre l'humanité ou crime de guerre commis en Ukraine ». Il annonce dans la foulée le lancement d'une enquête complète de la CPI, et demande à son équipe « d'explorer toutes les opportunités de préservation des preuves ». Il déclare qu'il serait plus rapide d'ouvrir officiellement l'enquête si un État membre de la CPI renvoyait l'affaire pour enquête, en vertu de l'article 13(a) du Statut de Rome, plutôt qu'en vertu motu proprio de l'article 13(c), qui établit également la compétence, mais s'avère plus lent.
La Première ministre lituanienne Ingrida Šimonytė annonce le 28 février l'ouverture de l'enquête de la CPI par la Lituanie. Le 2 mars 2022, Khan déclare avoir reçu des renvois de 39 États, lui permettant d'ouvrir une enquête en vertu de l'article 14 du Statut de Rome. Selon lui, le bureau du procureur a déjà « identifié les cas potentiels recevables »,. Le 11 mars, le Japon et la Macédoine du Nord rejoignent les renvois, portant le nombre total d'États référents à 41. Le 1er ou le 2 mars 2022, la situation en Ukraine est attribuée à la IIe Chambre préliminaire de la CPI. Les juges Antoine Kesia-Mbe Mindua, Tomoko Akane et Rosario Salvatore Aitala doivent décider d'autoriser ou non l'enquête après avoir recevoir une demande d'autorisation du procureur de la CPI, Karim Khan.

### Liste des pays ayant déféré la situation en Ukraine à la CPI
Les pays ayant renvoyé l'affaire des crimes de guerre en Ukraine à la CPI sont les suivants,:
- Albanie
- Allemagne
- Australie
- Autriche
- Belgique
- Bulgarie
- Canada
- Chypre
- Colombie
- Costa Rica
- Croatie
- Danemark
- Espagne
- Estonie
- Finlande
- France
- Géorgie
- Grèce
- Hongrie
- Irlande
- Islande
- Italie
- Japon
- Lettonie
- Liechtenstein
- Lituanie
- Luxembourg
- Macédoine du Nord
- Malte
- Norvège
- Nouvelle-Zélande
- Pays-Bas
- Pologne
- Portugal
- Roumanie
- Slovaquie
- Slovénie
- République Tchèque
- Royaume-Uni
- Suède
- Suisse

### Articles détaillés
- Mission spéciale d'observation de l'OSCE en Ukraine